# Селище (Жодишковский сельсовет)
Се́лище (бел. Се́лішча, пол. Sieliszcze) — деревня в Сморгонском районе Гродненской области Белоруссии.
Входит в состав Жодишковского сельсовета.
Расположена в северной части района. Расстояние до районного центра Сморгонь по автодороге — около 33 км, до центра сельсовета агрогородка Жодишки по прямой — чуть менее 13 км. Ближайшие населённые пункты — Поляны, Сентеняты, Хвоецковщина.
Согласно переписи население Селища в 1999 году насчитывало 15 человек.
Название произошло от слова селище — место, на котором когда-то было поселение.
Через деревню проходит грунтовая автомобильная дорога местного значения Н7957 Селище — Сентеняты.